# Excepción de inejecución
La excepción de inejecución, excepción de contrato no cumplido o exceptio non adimpleti contractus es una excepción especial para los contratos bilaterales, que permite al deudor de una obligación justificar su incumplimiento por la recíproca inejecución de su contraparte.

## Historia
La frase latina exceptio non adimpleti contractus podría llevar al error de considerar que la institución tiene un origen romano. Sin embargo, en el derecho romano la protección del contratante estaba asegurada más bien por el derecho de retención a través de la excepción de dolo (exceptio doli) y en mayor medida por la compensación. En el derecho romano pareciera ser que las consecuencias de la excepción non adimpleti contractus se obtenían por la aplicación de la cláusula de buena fe. En realidad la expresión exceptio non adimpleti contractus es medieval (donde, cuando, quien ?) bajo la influencia del derecho canónico, siendo utilizada por los glosadores a propósito del derecho de retención reconocido al vendedor, quien puede retener la cosa vendida mientras el comprador no paga el precio. Por su parte Pothier reconoce el principio a propósito de contratos especiales, las cuales pasarán al Código Civil francés.

## Requisitos
- Obligaciones recíprocas exigibles. La excepción supone que el demandado es deudor de una obligación actualmente exigible, siendo el motivo que excusa su incumplimiento, la inejecución por parte del acreedor requirente
- Buena fe por parte de quien alega la excepción. Esta condición de la excepción por inejecución contractual se manifiesta en la necesidad que el incumplimiento sea de una gravedad que justifique la suspensión del cumplimiento de las obligaciones.
- Que ambas partes sean deudoras reciprocas (art. 2241 del Código Civil Federal).
- Que ambas obligaciones sean exigibles (art. 2286 del Código Civil Federal).
- Que se trate de un mismo contrato.

## Incumplimiento parcial
Es preciso que el incumplimiento del demandante sea total y pleno, pues en el caso de que existiera un incumplimiento parcial podría oponerse, no la excepción que constituye el objeto de este estudio, sino la "exceptio non rite adimpleti contractus". Esta excepción constituye una variante jurisprudencialmente admitida de la "exceptio non adimpleti contractus" en aquellos casos de incumplimiento parcial y no pleno cuyos efectos deberán ponderarse en función de las concretas circunstancias propias de cada caso. Y ello por cuanto si bien el incumplimiento pleno no plantea problemas en relación con sus efectos de resolución contractual, el incumplimiento parcial exige valorar más pormenorizadamente en la instancia su entidad y repercusión en la economía del contrato ya que el éxito de tal excepción de contrato no cumplido adecuadamente está condicionado a que el defecto o defectos en el cumplimiento sean de cierta importancia en relación con la finalidad perseguida y con la facilidad o dificultad de su subsanación, de forma que no podrá alegarse cuando el incumplimiento sea tal que carezca de cierta entidad frente a lo efectivamente cumplido y el interés de quien reclama quede satisfecho con la parte cumplida del contrato (Sentencia del Tribunal Supremo español de 13 de enero de 1985).

## Efectos e imprescriptibilidad
El efecto principal que desencadena la aplicación de esta excepción es la suspensión provisional de la prestación que corresponde realizar al legitimado para oponerla. Se produce así una neutralización temporal de la acción del actor, pero en ningún momento la extingue. En algunos ordenamientos jurídicos, también se ha llegado a permitir la aplicación de este remedio para evitar cumplir ante el demandante que ejecuta su prestación parcialmente o de un modo defectuoso.
La imprescriptibilidad de la excepción se mantine aún prescrito el crédito del demandado, y así también se pronunció la Sentencia del Tribunal Supremo de España de fecha 12 de marzo de 1965 la cual establece que es correcta la tesis de la imprescriptibilidad en razón a que el alcance de tal excepción no es otro que el de enervar a pretensión contraria, quedando agotados sus efectos en el aserto "no cumplo porque tu incumpliste antes".

## Regulación por países

### Internacional. Convención de Viena
En el artículo 71 de la Convención de Viena sobre compraventa internacional de mercaderías, se expone que:

(1) Cualquiera de las partes podrá diferir el cumplimiento de sus obligaciones si, después de la celebración del contrato, resulta manifiesto que la otra parte no cumplirá una parte sustancial de sus obligaciones a causa de:  a) un grave menoscabo de su capacidad para cumplirlas o de su solvencia, o  b) su comportamiento al disponerse a cumplir o al cumplir el contrato.

### Derecho contractual europeo
En el artículo 9:201 de los Principios Lando se dice que:

(1) La parte que deba cumplir su obligación al mismo tiempo que la otra parte o después de ella, podrá suspender la ejecución de su prestación hasta que la otra parte haya ofrecido el cumplimiento de su obligación o la haya cumplido efectivamente. La primera parte puede suspender total o parcialmente el cumplimiento de su obligación, según lo que resulte razonable conforme a las circunstancias.

(2) Igualmente, una parte podrá suspender el cumplimiento de su obligación tan pronto como resulte claro que la otra parte no cumplirá su obligación cuando llegue el vencimiento de la misma.

### España
En España, el Código Civil prescribe que:

Artículo 1100.
Incurren en mora los obligados a entregar o a hacer alguna cosa desde que el acreedor les exija judicial o extrajudicialmente el cumplimiento de su obligación. No será, sin embargo, necesaria la intimación del acreedor para que la mora exista: 1º) Cuando la obligación o la ley lo declaren así expresamente. 2º) Cuando de su naturaleza y circunstancias resulte que la designación de la época en que había de entregarse la cosa o hacerse el servicio, fue motivo determinante para
establecer la obligación. En las obligaciones recíprocas ninguno de los obligados incurre en mora si el otro no cumple o no se allana a cumplir debidamente lo que le incumbe. Desde que uno de los obligados cumple su obligación, empieza la mora para el otro.

Artículo 1124. 
La facultad de resolver las obligaciones se entiende implícita en las recíprocas, para el caso de que uno de los obligados no cumpliere lo que le incumbe.
El perjudicado podrá escoger entre exigir el cumplimiento o la resolución de la obligación, con el resarcimiento de daños y abono de intereses en ambos casos. También podrá pedir la resolución, aun después de haber optado por el cumplimiento, cuando éste resultare imposible.
El Tribunal decretará la resolución que se reclame, a no haber causas justificadas que le autoricen para señalar plazo.

Es la reciprocidad y la interdependencia de las obligaciones que integran la relación entre las partes la que permite al deudor-acreedor neutralizar provisionalmente la reclamación del comportamiento por él debido a que le dirija el acreedor-deudor, mientras éste no cumpla o esté dispuesto a cumplir correctamente la prestación por él debida, siempre que sea exigible.

### Chile
En Chile, el Código Civil prescribe que:

Art. 1552. En los contratos bilaterales ninguno de los contratantes está en mora dejando de cumplir lo pactado, mientras el otro no lo cumple por su parte, o no se allana a cumplirlo en la forma y tiempo debidos.

### Venezuela
En La República Bolivariana de Venezuela, su Código Civil lo prescribe de la siguiente manera:

Art. 1168. En los contractos bilaterales, cada contractante puede negarse a ejecutar su obligación si el otro no ejecuta la suya, a menos que se hayan fiajdo fechas diferentes para la ejecución de las dos obligaciones.

## Véae también
- Incumplimiento de contrato
- Informe pericial